# والندوو
والندوو (به لاتین: Walendów) یک روستا در لهستان است که در گمینا ناداژن واقع شده‌است.